# Natywizm (antropologia kulturowa)
Natywizm – dążenie do zachowania zagrożonej tożsamości kulturowej danej zbiorowości ludzkiej, poprzez autoafirmację jej kultury, podkreślenie tubylczości. Świadoma zorganizowana próba odrodzenia lub uwiecznienia przez część członków danej społeczności wybranych elementów jej kultury.

## Typy natywizmu
Ze względu na cel:
- Rewiwalistyczny: dążenie do przywrócenia niektórych elementów kultury rodzimej, wypartych przez obcą kulturę; np. książka Dżihad kontra McŚwiat.
- Perpetuatywny (zachowawczy): dążenie do zachowania tych elementów, które choć zagrożone, wciąż funkcjonują i decydują o odrębności

Ze względu na środki:
- Racjonalny: w użyciu raczej w świecie zachodnim
- Magiczny.

## Ruchy natywistyczne
Ruchy natywistyczne to świeckie i religijne ruchy protestu społecznego wśród ludów kolonialnych i postkolonialnych (bez względu na fakt czy miały treści natywistyczne czy nie). W społeczeństwach zachodnich ruchy te określano jako przejawy fundamentalizmu albo ruchy mesjanistyczne.
W studiach etnicznych określa się mianem ruchu natywistycznego antyimigracyjny ksenofobizm amerykański. Był to ruch powstały w Stanach Zjednoczonych w latach 30. XIX wieku. Stanowił on apotezę amerykańskiego stylu życia (wywodzącego się z tradycji anglosaskiej i protestanckiej). Charakteryzowała go ksenofobia względem nieangielskich imigrantów. Natywiści określają swoją ideologię jako amerykanizm. Głoszą pogląd o nielojalności imigrantów wobec Stanów Zjednoczonch, niemożność ich asymilacji, antykatolicyzm, wrogość wobec radykalizmu społecznego i rasizm.